# Itaituba (microregio)
Itaituba is een van de 22 microregio's van de Braziliaanse deelstaat Pará. Zij ligt in de mesoregio Sudoeste Paraense en grenst aan de microregio's Altamira, Óbidos, Santarém, Parintins (AM), Alta Floresta (MT), Colíder (MT). De microregio heeft een oppervlakte van ca. 189.593 km². In 2015 werd het inwoneraantal geschat op 245.909.
Zes gemeenten behoren tot deze microregio:
- Aveiro
- Itaituba
- Jacareacanga
- Novo Progresso
- Rurópolis
- Trairão

Mesoregio's: Baixo Amazonas · Marajó · Metropolitana de Belém · Nordeste Paraense · Sudeste Paraense · Sudoeste Paraense

Microregio's: Almerim · Altamira · Arari · Belém · Bragantina · Cametá · Castanhal · Conceição do Araguaia · Furos de Breves · Guamá · Itaituba · Marabá · Óbidos · Paragominas · Parauapebas · Portel · Redenção · Salgado · Santarém · São Félix do Xingu · Tomé-Açu · Tucuruí